# Studénka
Studénka (tyska: Stauding) är en stad i Tjeckien. Den ligger i den östra delen av landet, 270 km öster om huvudstaden Prag. Studénka ligger 240 meter över havet och antalet invånare är 9 720 (2016).
Terrängen runt Studénka är huvudsakligen platt, men åt nordväst är den kuperad. Runt Studénka är det tätbefolkat, med 308 invånare per kvadratkilometer. Närmaste större samhälle är Ostrava, 19,1 km nordost om Studénka. Trakten runt Studénka består till största delen av jordbruksmark.